# BRICD5
BRICD5 (англ. BRICHOS domain containing 5) – білок, який кодується однойменним геном, розташованим у людей на 16-й хромосомі. Довжина поліпептидного ланцюга білка становить 260 амінокислот, а молекулярна маса — 28 486.
| 10         |  | 20         |  | 30         |  | 40         |  | 50         |
| ---------- |  | ---------- |  | ---------- |  | ---------- |  | ---------- |
| MEPASCCAER |  | PKPGPTGVKT |  | KPSCGGWRAV |  | SLLLLLLLLV |  | LAAVGVVAGG |
| LLGSAQGPPK |  | PRLQTLRMTL |  | PSPHMPRPNQ |  | TILVDVARNA |  | ATITVTPPQS |
| NHSWAVLFDG |  | QSGCICYRPE |  | EHQVCFLRLM |  | EDSDRETLRL |  | LVDTSKVQEA |
| WVPSQDTHHT |  | QELLAVQGSL |  | EVDPAQAGAL |  | VQRLCMRTPI |  | YWARRAEGES |
| GPLWGKARPS |  | GWFEELGAEP |  | LEIHGTLATG |  | PRRQRLIYLC |  | IDICFPSNIC |
| VSVCFYYLPD |  |            |  |            |  |            |  |            |

A: Аланін

C: Цистеїн

D: Аспарагінова кислота

E: Глутамінова кислота

F: Фенілаланін

G: Гліцин

H: Гістидин

I: Ізолейцин

K: Лізин

L: Лейцин

M: Метіонін

N: Аспарагін

P: Пролін

Q: Глутамін

R: Аргінін

S: Серин

T: Треонін

V: Валін

W: Триптофан

Задіяний у такому біологічному процесі, як альтернативний сплайсинг. 
Локалізований у мембрані.